# 聖安德魯斯城堡
聖安德魯斯城堡（英语：St Andrews Castle）是位於联合王国蘇格蘭法夫聖安德魯斯的一座城堡。城堡建于一座毗邻北海的岬角之上，俯瞰一片叫城堡滩（Castle Sands）的小海滩。从罗杰斯主教（1189年-1202年，莱斯特伯爵之子）时代起，此处就有一座城堡存在。在新教改革之前，苏格兰宗教中心一直位于圣安德鲁斯，所以富有且有权有势的主教均会选择住在这座城堡里。圣安德鲁斯大主教在拉丁文特许状内将城堡指定为他们的行宫。
城堡的遗址目前是一个在册古迹。城堡的入口现在是一个游客中心。游客可以在中心内看到一些遗存的城堡装饰结构；中心内也有一个礼品店。

## 历史

### 苏格兰独立战争
在苏格兰独立战争期间，城堡在英格兰和苏格兰势力之间几度易手，也数次被摧毁和重建。爱德华一世在1296年洗劫了贝里克(Berwick)之后，英格兰人夺得了城堡并在1303年准备将其作为英格兰国王的居所。1314年，苏格兰人在班诺克本（Bannockburn) 取得胜利之后，作为苏格兰国王罗伯特一世的忠实拥趸，威廉·兰伯顿（William Lamberton)主教重回城堡并将其重新修复。在十四世纪30年代，英格兰人重夺了城堡，并在1336年加强了它的防卫。英格兰人最终没有成功守住城堡。在大卫二世幼时摄政的安德鲁·莫雷爵士（Sir Andrew Moray）带兵包围了城堡三周之久，并且攻下了它。 在1336年到1337年间，因为担忧英格兰人卷土重来，苏格兰人索性将城堡拆毁。
之后的数十年里，城堡仍旧是废墟。沃特·特里尔主教（Bishop Walter Trail）在十四世纪末重建了城堡。大约在1400年，新城堡完工，翌年特里尔主教在城堡内去世。今天人们能见到的城堡的基础就是特里尔时代打下的。

### 宗教迫害
在接下来的数年内，城堡内住过一些重要人物。1410年，詹姆斯一世国王在曾于此师从圣安德鲁斯大学的创立人亨利·瓦德洛主教（Bishop Henry Wardlaw）。詹姆斯二世也曾由詹姆斯·肯尼迪主教（Bishop James Kennedy）。詹姆斯三世就出生在城堡中。
在作为国王住所的这些年间，城堡也是一个臭名昭著的监狱。在西北角的塔楼下的一块岩石中，开凿了一个暗无天日的地牢。地牢关过一些被主教裁定为异端的囚犯。1402年，罗斯塞公爵大卫·斯图尔特（David Stuart, Duke of Rothesay）；1425年，默多克公爵（Duke Murdoch）。1478年，大主教帕特里克·格拉罕（Archbishop Patrick Graham）被裁定为精神失常，并被关在自己的城堡内。

### 宗教改革战争
苏格兰宗教改革期间，圣安德鲁斯城堡成为了宗教迫害和争议的核心。约翰·诺克斯在描述地牢的时候写道：“许多上帝的子民被关押在这。”1521年，时任格拉斯哥主教的詹姆斯·比顿荣升圣安德鲁斯的教座。随着英格兰新教徒和苏格兰天主教堂的对峙升级，比顿修改了城堡的防御工事，使得它能够经受住重炮的轰击。1538年，比顿富有且雄心勃勃的侄子红衣主教大卫·比顿接任了主教职务。大卫强烈反对苏格兰女王玛丽和亨利八世的儿子、英格兰王位继承人爱德华王子（后来成为爱德华六世）联姻，这导致了1544年新一轮的争战。
苏格兰天主教会逐步将境内的新教徒视为投奔英格兰阵营的叛徒。1546年，大卫·比顿将新教传教士乔治·威舍特（George Wishart）关押在城堡的海洋之塔（Sea Tower）中，并在三月1日在城堡外处其以火刑。威舍特受难处的地面上镶嵌着他姓名首字母的砖块。同年五月，威舍特的好友密谋反对主教。五月26日，他们伪装成石匠，成功进入当时正在维修的城堡内。在克服守卫之后，他们杀死了比顿主教并将他的尸体挂在他房间的窗户外。
比顿主教被杀后，新教徒们涌入城堡，成立了苏格兰第一个新教教会。第二代阿倫伯爵詹姆斯·漢密爾頓下令围攻城堡。1546年十月，进攻方开始地道战，但成功被防守方拦截。双方互相在岩层内开凿出了两条地道，这两条地道在1879年才被发现，今天仍对公众开放。汉密尔顿风闻英格兰军队正在赶来并且试图重夺城堡，他随即在同年十一月4日要求法夫郡的领主们，例如约翰·威姆斯（John Wemyss）带上手下和所有能够抵抗海面进攻的火炮。尽管亨利八世起初计划协助城堡内的新教徒，但入侵的英军迟迟没有出现，爱德华六世也没有送去增援。

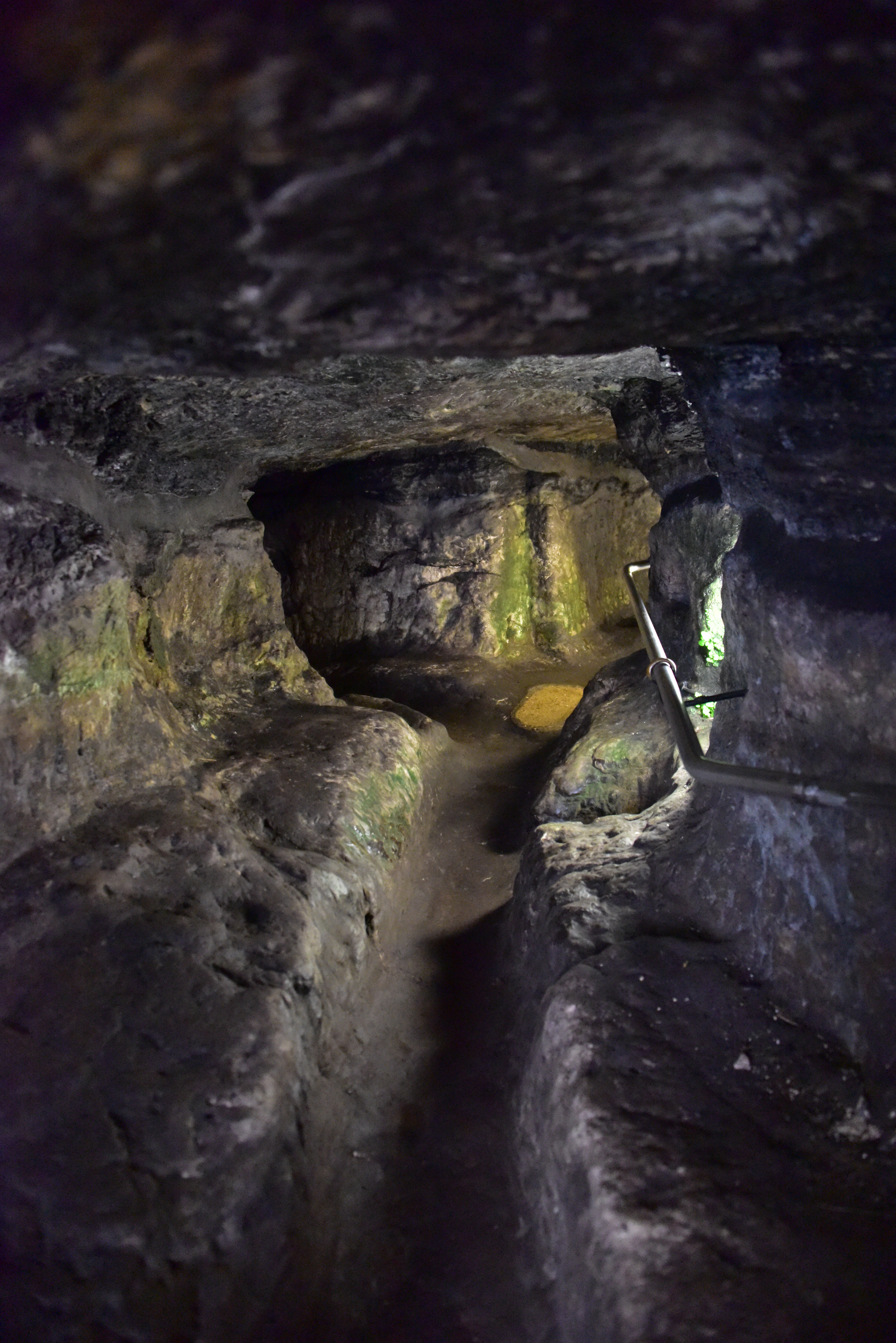
城堡下的军事地道

1547年四月双方停战，约翰·诺克斯进入城堡为守军布道，直至围攻结束。诺克斯一度能够自由从城堡内进出，前往教区教堂布道。但随着一只法国舰队的到来，这场短暂的和平结束了。随法军舰队的有一位意大利的工程师莱昂·斯特罗齐（Leone Strozz），他指导舰队对新教徒的据点进行了猛烈的炮击。防守方的意大利工程师观察到敌方的火炮是由绞盘操纵的，这样就可以避免让进攻方暴露在守军的火力中。附近的圣萨尔瓦多礼拜堂和圣安德鲁斯大教堂的塔楼上也架设了火炮，甚至包括一门苏格兰最大的炮。城堡的防御很快被突破，据匹兹柯特的罗伯特·林赛（Robert Lindsay of Pitscottie）说只花了六小时。落败的新教徒一部分被法军带走并囚禁在法国，剩下的包括诺克斯在内的人则被关在船上做苦工。

### 城堡的没落
新教徒战败后，摄政王的同父异母的弟弟、大主教约翰·汉密尔顿（Archbishop John Hamilton）重修了城堡。1571年，汉密尔顿去世后，城堡主要作为治安官的住所。1606年，苏格兰国会剥夺了主教对城堡的所有权。事实上，自1603年起，邓巴伯爵（Earl of Dunbar)就是城堡的所有者了。1612年，大主教乔治·格拉斯顿（Archbishop George Gledstanes）重新得到了城堡。但试图恢复大主教之前所有地产的尝试全部都失败了。随着宗教改革在苏格兰的最终胜利，主教一职逐渐失去了重要性。威廉三世在1689年最终废除了主教。圣安德鲁斯城堡因为失去了实际功能，很快成为了废墟。直至1656年，因为城堡已经完全失修，圣安德鲁斯自治市议会下令将城堡的部分材料拆下用于修补码头。城堡现存的部分主要是南墙、一座方形塔楼、地牢、厨房塔楼和两条地道。

## 图集

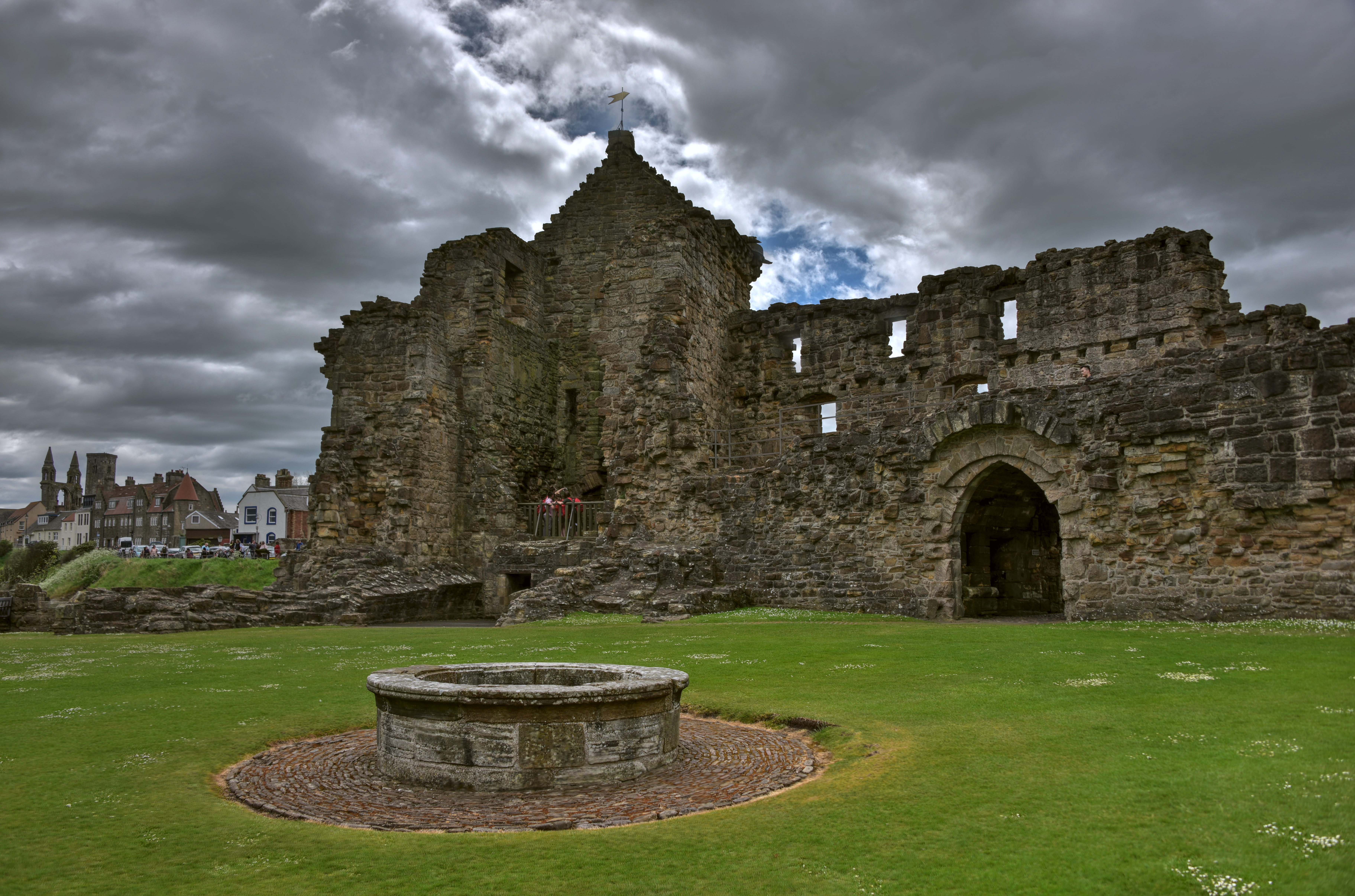
圣安德鲁斯城堡庭院

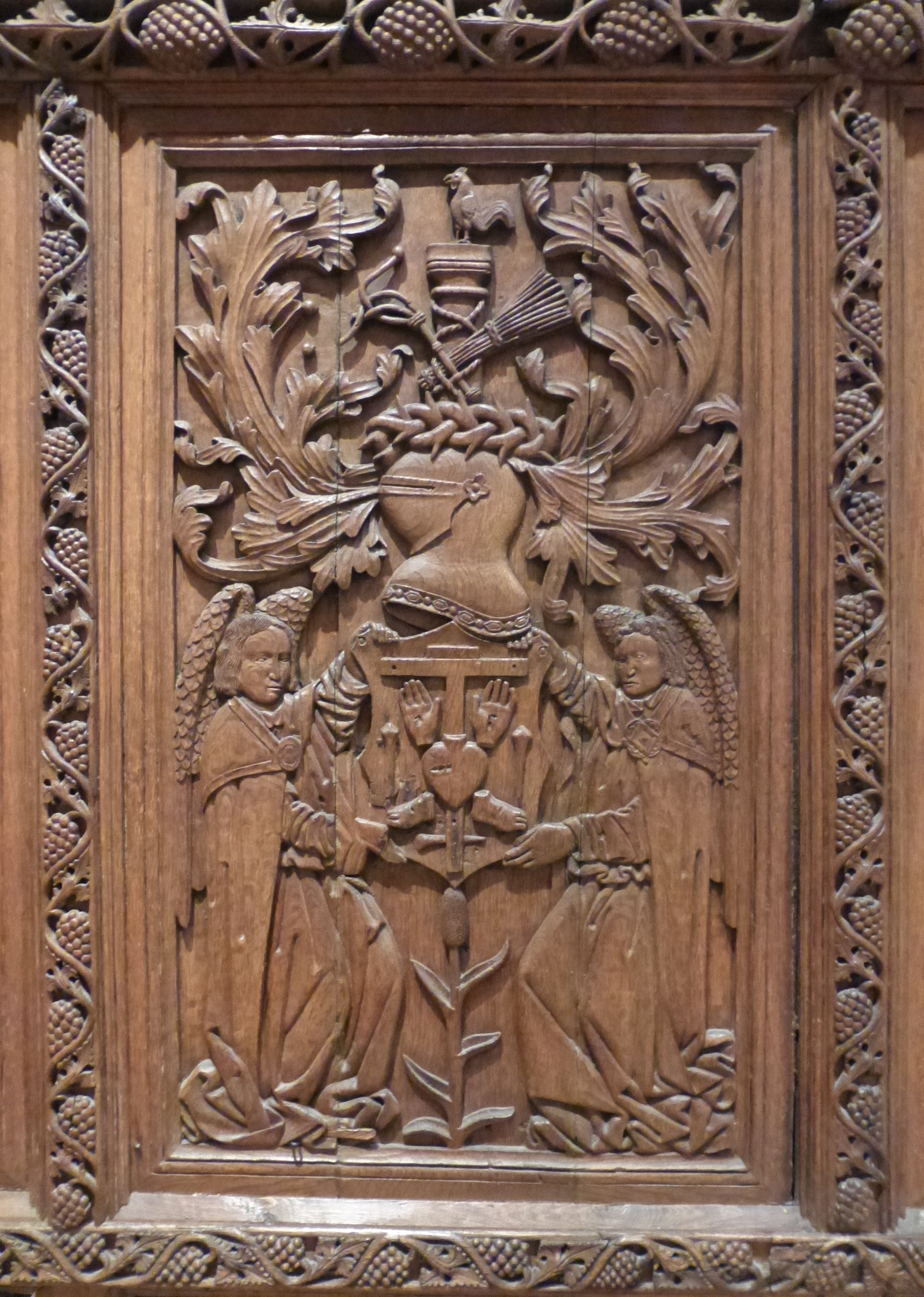
刻有比顿主教的私人纹章的木板